# Grand Prix ISU juniores in Polonia
Il Grand Prix ISU juniores in Polonia è una gara internazionale di pattinaggio di figura. Sanzionata dall'International Skating Union, si svolge a cadenza irregolare in autunno come parte del circuito di Grand Prix ISU juniores di pattinaggio di figura. Vengono assegnate medaglie nelle discipline individuali maschile e femminile, coppie e danza sul ghiaccio. Quando si svolge a Danzica, usualmente la gara viene denominata Baltic Cup. Può anche essere chiamata Toruń Cup o Copernicus Stars quando si svolge a Toruń. L'edizione del 2023 che si è svolta a Danzica è stata ufficialmente denominata PGE Solidarity Cup, con riferimento al nome dello sponsor principale PGE e al movimento Solidarność, che ha avuto origine a Danzica.

## Medagliati

### Uomini
| Anno        | Località   | Oro                  | Argento             | Bronzo                  | Dettagli |
| 1999 Finale | Danzica    | Gao Song             | Stefan Lindemann    | Fedor Andreev           | [ 1 ]    |
| 2000        | Danzica    | Ryan Bradley         | Andrej Grjazev      | Stanislav Timčenko      | [ 2 ]    |
| 2001        | Danzica    | Stanislav Timčenko   | Karel Zelenka       | Aleksandr Uspenskij     | [ 3 ]    |
| 2003        | Danzica    | Parker Pennington    | Aleksandr Uspenskij | Yasuharu Nanri          | [ 4 ]    |
| 2005        | Danzica    | Aleksandr Uspenskij  | Austin Kanallakan   | Yang Chao               | [ 5 ]    |
| 2007 Finale | Danzica    | Adam Rippon          | Brandon Mroz        | Armin Mahbanoozadeh     | [ 6 ]    |
| 2009        | Toruń      | Yuzuru Hanyū         | Austin Kanallakan   | Gordej Gorškov          | [ 7 ]    |
| 2011        | Danzica    | Joshua Farris        | Artur Dmitriev, Jr. | Ryūichi Kihara          | [ 8 ]    |
| 2013        | Danzica    | Adian Pitkeev        | Aleksandr Petrov    | Zhang He                | [ 9 ]    |
| 2015        | Toruń      | Sōta Yamamoto        | Deniss Vasiļjevs    | Roman Sadovsky          | [ 10 ]   |
| 2017        | Danzica    | Aleksej Erochov      | Camden Pulkinen     | Conrad Orzel            | [ 11 ]   |
| 2019        | Danzica    | Daniil Samsonov      | Yūma Kagiyama       | Daniel Grassl           | [ 12 ]   |
| 2021        | Danzica    | Gleb Lutfullin       | Mikhail Shaidorov   | Egor Ruchin             | [ 13 ]   |
| 2022        | Danzica I  | Lucas Broussard      | Chen Yudong         | Raffaele Francesco Zich | [ 14 ]   |
| 2022        | Danzica II | Takeru Amine Kataise | Robert Yampolsky    | Seo Min-kyu             | [ 15 ]   |
| 2023        | Danzica    | Lim Ju-heon          | Beck Strommer       | Daiya Ebihara           | [ 16 ]   |

### Donne
| Anno        | Località   | Oro                | Argento               | Bronzo                | Dettagli |
| 1999 Finale | Danzica    | Deanna Stellato    | Jennifer Kirk         | Svetlana Bukareva     | [ 1 ]    |
| 2000        | Danzica    | Anna Jurkiewicz    | Colette Irving        | Carina Chen           | [ 2 ]    |
| 2001        | Danzica    | Irina Tkatčuk      | Svitlana Pylypenko    | Magdalena Leska       | [ 3 ]    |
| 2003        | Danzica    | Viktória Pavuk     | Akiko Kitamura        | Kiira Korpi           | [ 4 ]    |
| 2005        | Danzica    | Haruka Inoue       | Akiko Kitamura        | Xu Binshu             | [ 5 ]    |
| 2007 Finale | Danzica    | Mirai Nagasu       | Rachael Flatt         | Yuki Nishino          | [ 6 ]    |
| 2009        | Toruń      | Kanako Murakami    | Anna Ovčarova         | Christina Gao         | [ 7 ]    |
| 2011        | Danzica    | Julija Lipnickaja  | Satoko Miyahara       | Samantha Cesario      | [ 8 ]    |
| 2013        | Danzica    | Evgenija Medvedeva | Angela Wang           | Gabrielle Daleman     | [ 9 ]    |
| 2015        | Toruń      | Polina Curskaja    | Ekaterina Mitrofanova | Rin Nitaya            | [ 10 ]   |
| 2017        | Danzica    | Alëna Kostornaja   | Dar'ja Panenkova      | Rino Kasakake         | [ 11 ]   |
| 2019        | Danzica    | Alysa Liu          | Viktorija Vasil'eva   | Anastasija Tarakanova | [ 12 ]   |
| 2021        | Danzica    | Sof'ja Akat'eva    | Elizaveta Kulikova    | Shin Ji-a             | [ 13 ]   |
| 2022        | Danzica I  | Mao Shimada        | Mone Chiba            | Kim Chae-yeon         | [ 14 ]   |
| 2022        | Danzica II | Ami Nakai          | Shin Ji-a             | Kwon Min-sol          | [ 15 ]   |
| 2023        | Danzica    | Rena Uezono        | Kwon Min-sol          | Youn Seo-jin          | [ 16 ]   |

### Coppie
| Anno        | Località  | Oro | Argento                                  | Bronzo                                    | Dettagli |
| 1999 Finale | Danzica   | Al'ona Savčenko / Stanislav Morozov                                                                             | Julija Šapiro / Aleksej Sokolov          | Viktorija Šljachova / Grigorij Petrovskij | [ 1 ]    |
| 2000        | Danzica   | Julija Karbovskaja / Sergej Slavnov                                                                             | Ding Yang / Ren Zhongfei                 | Julija Šapiro / Dmitrij Chromin           | [ 2 ]    |
| 2001        | Danzica   | Julija Karbovskaja / Sergej Slavnov                                                                             | Tat'jana Volosožar / Petro Charčenko     | Cathy Monette / Daniel Castelo            | [ 3 ]    |
| 2003        | Danzica   | Marija Muchortova / Maksim Tran'kov                                                                             | Arina Ušakova / Aleksandr Popov          | Brandilyn Sandoval / Laureano Ibarra      | [ 4 ]    |
| 2005        | Danzica   | Aaryn Smith / Will Chitwood                                                                                     | Ekaterina Vasil'eva / Aleksandr Smirnov  | Angelika Pylkina / Niklas Hogner          | [ 5 ]    |
| 2007 Finale | Danzica   | Vera Bazarova / Jurij Larionov (Bazarova/Larionov squalificati) Ksenija Krasil'nikova / Konstantin Bezmaternikh | Ekaterina Šeremet'eva / Michail Kuznecov | Jessica Rose Paetsch / Jon Nuss           | [ 6 ]    |
| 2009        | Toruń     | Narumi Takahashi / Mervin Tran                                                                                  | Tat'jana Novik / Michail Kuznecov        | Brittany Jones / Kurtis Gaskell           | [ 7 ]    |
| 2011        | Danzica   | Britney Simpson / Matthew Blackmer                                                                              | Katherine Bobak / Ian Beharry            | Tatiana Tudvaseva / Sergei Lisiev         | [ 8 ]    |
| 2015        | Toruń     | Ekaterina Borisova / Dmitrij Sopot                                                                              | Amina Atachanova / Il'ja Spiridonov      | Anastasija Gubanova / Aleksej Sincov      | [ 10 ]   |
| 2017        | Danzica   | Ekaterina Alexandrovskaya / Harley Windsor                                                                      | Dar'ja Pavljučenko / Denis Chodykin      | Anastasija Polujanova / Dmitrij Sopot     | [ 11 ]   |
| 2019        | Danzica   | Apollinarija Panfilova / Dmitrij Rylov                                                                          | Kate Finster / Balázs Nagy               | Annika Hocke / Robert Kunkel              | [ 12 ]   |
| 2021        | Danzica   | Ekaterina Čikmareva / Matvej Jančenkov                                                                          | Ekaterina Petuškova / Evgenij Malikov    | Polina Kostjukovič / Aleksej Brjuchanov   | [ 13 ]   |
| 2022        | DanzicaI  | Anastasia Golubeva / Hektor Giotopoulos Moore                                                                   | Violetta Sjerova / Ivan Chobta           | Haruna Murakami / Sumitada Moriguchi      | [ 14 ]   |
| 2022        | DanzicaII | Anastasia Golubeva / Hektor Giotopoulos Moore                                                                   | Violetta Sjerova / Ivan Chobta           | Sophia Baram / Daniel Tioumentsev         | [ 15 ]   |
| 2023        | Danzica   | Ava Kemp / Yohnatan Elizarov                                                                                    | Violetta Sjerova / Ivan Chobta           | Jazmine Desrochers / Kieran Thrasher      | [ 16 ]   |

### Danza su ghiaccio
| Anno        | Località   | Oro                                   | Argento                                   | Bronzo                                      | Dettagli |
| 1999 Finale | Danzica    | Natal'ja Romanjuta / Daniil Barancev  | Emilie Nussear / Brandon Forsyth          | Kristina Kobaladze / Oleh Vojko             | [ 1 ]    |
| 2000        | Danzica    | Elena Romanovskaja / Aleksandr Gračëv | Oksana Domnina / Maksim Bolotin           | Mar"jana Kozlova / Serhij Baranov           | [ 2 ]    |
| 2001        | Danzica    | Elena Chaljavina / Maksim Šabalin     | Mar"jana Kozlova / Serhij Baranov         | Christina Beier / William Beier             | [ 3 ]    |
| 2003        | Danzica    | Alexandra Zaretsky / Roman Zaretsky   | Ekaterina Rublëva / Ivan Šefer            | Kirsten Frisch / Augie Hill                 | [ 4 ]    |
| 2005        | Danzica    | Anastasija Gorškova / Il'ja Tkačenko  | Ekaterina Bobrova / Dmitrij Solov'ëv      | Jane Summersett / Elliott Pennington        | [ 5 ]    |
| 2007 Finale | Danzica    | Marija Mon'ko / Il'ja Tkačenko        | Emily Samuelson / Evan Bates              | Kristina Gorškova / Vitalij Butikov         | [ 6 ]    |
| 2009        | Toruń      | Elena Il'inych / Nikita Kacalapov     | Marina Antipova / Artëm Kudašev           | Isabella Cannuscio / Ian Lorello            | [ 7 ]    |
| 2011        | Danzica    | Viktorija Sinicina / Ruslan Žiganšin  | Anastasija Haleta / Oleksij Šums'kyj      | Anna Janovskaja / Sergej Mozgov             | [ 8 ]    |
| 2013        | Danzica    | Kaitlin Hawayek / Jean-Luc Baker      | Oleksandra Nazarova / Maksym Nikitin      | Alla Loboda / Pavel Drozd                   | [ 9 ]    |
| 2015        | Toruń      | Lorraine McNamara / Quinn Carpenter   | Christina Carreira / Anthony Ponomarenko  | Anastasija Skopcova / Kirill Alëšin         | [ 10 ]   |
| 2017        | Danzica    | Anastasija Skopcova / Kirill Alëšin   | Elizaveta Chudajberdieva / Nikita Nazarov | Caroline Green / Gordon Green               | [ 11 ]   |
| 2019        | Danzica    | Avonley Nguyen / Vadym Kolesnik       | Loïcia Demougeot / Théo Le Mercier        | Ekaterina Katašinskaja / Aleksandr Vaskovič | [ 12 ]   |
| 2021        | Danzica    | Irina Chavronina / Dario Cirisano     | Isabella Flores / Dimitry Tsarevski       | Angelina Kudryavtseva / Ilia Karankevich    | [ 13 ]   |
| 2022        | Danzica I  | Nadiia Bashynska / Peter Beaumont     | Phebe Bekker / James Hernandez            | Célina Fradji / Jean-Hans Fourneaux         | [ 14 ]   |
| 2022        | Danzica II | Nadiia Bashynska / Peter Beaumont     | Darya Grimm / Michail Savitskiy           | Jordyn Lewis / Noah McMillan                | [ 15 ]   |
| 2023        | Danzica    | Darya Grimm / Michail Savitskiy       | Marija Pinčuk / Mykyta Pohorjelov         | Sara Kishimoto / Atsuhiko Tamura            | [ 16 ]   |